# Чемпионат СССР по тяжёлой атлетике 1970
45-й чемпионат СССР по тяжёлой атлетике прошёл с 22 по 26 апреля 1970 года в Вильнюсе (Литовская ССР). В нём приняли участие 117 атлетов, которые были разделены на 9 весовых категорий и соревновались в троеборье (жим, рывок и толчок).

## Медалисты
| Категория                       | Золото                                       | Золото                           | Серебро                                          | Серебро                          | Бронза                                      | Бронза                       |
| До 52 кг (наилегчайший вес)     | Владимир Сметанин «Спартак» (Свердловск)     | 337,5 кг (107,5 + 100 + 130)     | Владислав Крищишин Вооружённые Силы (Львов)      | 327,5 кг (105 + 97,5 + 125)      | Адам Гнатов «Локомотив» (Львов)             | 317,5 кг (110 + 87,5 + 120)  |
| До 56 кг (легчайший вес)        | Рафаил Беленков «Спартак» (Минск)            | 357,5 кг (122,5 + 105 + 130)     | Алексей Вахонин «Труд» (Шахты)                   | 355 кг (110 + 105 + 140)         | Владимир Аникин Вооружённые Силы (Рига)     | 352,5 кг (112,5 + 105 + 135) |
| До 60 кг (полулёгкий вес)       | Дито Шанидзе «Гантиади» (Тбилиси)            | 387,5 кг (122,5 + 117,5 + 147,5) | Николай Варава «Авангард» (Ворошиловград)        | 382,5 кг (122,5 + 115 + 145)     | Валерий Уханов «Буревестник» (Кривой Рог)   | 370 кг (122,5 + 105 + 142,5) |
| До 67,5 кг (лёгкий вес)         | Николай Ногайцев «Динамо» (Москва)           | 420 кг (137,5 + 122,5 + 160)     | Валерий Лаврухин Вооружённые Силы (Орджоникидзе) | 417,5 кг (137,5 + 122,5 + 157,5) | Пётр Король «Динамо» (Львов)                | 410 кг (130 + 117,5 + 162,5) |
| До 75 кг (полусредний вес)      | Виктор Куренцов Вооружённые Силы (Хабаровск) | 472,5 кг (157,5 + 140 + 175)     | Евгений Смирнов «Зенит» (Ленинград)              | 455 кг (150 + 135 + 170)         | Анатолий Маясин «Динамо» (Рига)             | 445 кг (145 + 130 + 170)     |
| До 82,5 кг (средний вес)        | Геннадий Иванченко «Динамо» (Рига)           | 500 кг (165 + 150 + 185)         | Давид Ригерт «Труд» (Шахты)                      | 495 кг (155 + 150 + 190)         | Борис Селицкий «Локомотив» (Ленинград)      | 482,5 кг (162,5 + 140 + 180) |
| До 90 кг (полутяжёлый вес)      | Василий Колотов «Труд» (Первоуральск)        | 532,5 кг (175 + 157,5 + 200)     | Сергей Полторацкий «Даугава» (Рига)              | 507,5 кг (177,5 + 145 + 185)     | Виллис Перконс «Динамо» (Рига)              | 492,5 кг (160 + 147,5 + 185) |
| До 110 кг (тяжёлый вес)         | Карл Утсар «Йыуд» (Таллин)                   | 545 кг (175 + 165 + 205)         | Валерий Якубовский «Динамо» (Москва)             | 540 кг (185 + 150 + 205)         | Юрий Яблоновский «Авангард» (Ворошиловград) | 525 кг (180 + 152,5 + 192,5) |
| Свыше 110 кг (супертяжёлый вес) | Василий Алексеев «Труд» (Шахты)              | 607,5 кг (215 + 170 + 222,5)     | Станислав Батищев «Авангард» (Донецк)            | 582,5 кг (200 + 165 + 217,5)     | Николай Козинцев «Динамо» (Донецк)          | 545 кг (187,5 + 155 + 202,5) |